# SummerSlam 1993
SummerSlam 1993 è stata la sesta edizione dell'omonimo in pay-per-view di wrestling, promosso dalla World Wrestling Federation. L'evento si è svolto il 30 agosto 1993 al The Palace of Auburn Hills di Auburn Hills, nel Michigan.
Tutti e tre i titoli principali della federazione furono difesi durante l'evento. Gli Steiner Brothers difesero il WWF World Tag Team Championship contro i The Heavenly Bodies, e Shawn Michaels difese la cintura di WWF Intercontinental Championship sconfiggendo Mr. Perfect. Il main event vide Lex Luger sfidare per il titolo il WWF World Heavyweight Champion Yokozuna. In aggiunta ai match titolati, Bret Hart e Jerry Lawler si affrontarono per determinare chi fosse veramente in diritto di essere definito l'incontrastato "Re della World Wrestling Federation".

## Storyline
Due degli incontri svoltisi a SummerSlam 1993 furono il risultato della sconfitta patita da Razor Ramon contro il giovane The Kid il 17 maggio 1993 durante una puntata di Monday Night Raw. A seguito della sconfitta di Ramon contro il debuttante, i Money Inc. (Ted DiBiase & Irwin R. Schyster) presero in giro Ramon circa il match perso. DiBiase offrì a Ramon un lavoro come domestico, che naturalmente Ramon rifiutò con rabbia. Razor Ramon iniziò quindi a fare coppia con 1-2-3 Kid in una serie di match tag team contro i Money Inc. DiBiase chiese di avere un incontro singolo con The Kid, e il ragazzo accettò la sfida. Ramon aiutò The Kid a vincere il match distraendo DiBiase durante l'incontro. Venne allora deciso che il feud avrebbe avuto la sua risoluzione a SummerSlam, con Ramon contro DiBiase e Schyster contro The 1-2-3 Kid.
Il match tra Steiner Brothers e The Heavenly Bodies ricevette anch'esso particolare attenzione. I Bodies erano un tag team di successo nella Smoky Mountain Wrestling di Jim Cornette, ed un accordo interpromozionale tra le due federazioni stabilì che avrebbero sfidato i campioni di coppia WWF.
La rivalità tra Shawn Michaels e Mr. Perfect iniziò a WrestleMania IX. Durante una rissa dopo un match che aveva coinvolto Lex Luger e Mr. Perfect, Shawn Michaels attaccò improvvisamente Perfect. Mr. Perfect si vendicò distraendo Michaels durante un match per il titolo contro Marty Jannetty e facendogli perdere la cintura di campione intercontinentale. Michaels riconquistò la cintura il mese seguente grazie all'aiuto della sua nuova guardia del corpo, l'imponente Diesel.
Bret Hart e Jerry Lawler ebbero un feud molto combattuto, iniziato quando Lawler interruppe la cerimonia di premiazione di Hart dopo la vittoria di quest'ultimo al torneo King of the Ring 1993. Lawler insistette di essere lui il vero ed unico legittimo "Re" della WWF ed assalì Bret. Il feud si intensificò quando Lawler schernì ed attaccò la famiglia di Bret, inclusi i suoi genitori.
Marty Jannetty avrebbe dovuto combattere contro Rick Martel, ma Ludvig Borga sostituì Martel poco prima del match. L'incontro ricevette poca attenzione da parte dei booker, anche se Borga apparve in vari segmenti prima del confronto. In queste scenette, egli criticava fortemente gli Stati Uniti. Jannetty dichiarò di voler difendere l'onore dell'America affrontando Borga.
La costruzione del match tra Giant González e The Undertaker iniziò alla fine del 1992. Il manager Harvey Wippleman non sopportava Undertaker, e per vendicarsi del fatto che il becchino aveva sconfitto il suo cliente Kamala, alle Survivor Series 1992, introdusse Gonzales in WWF alla Royal Rumble 1993, dove il gigante attaccò ed eliminò Undertaker dalla rissa reale (anche se non era un partecipante ufficiale). Gonzales e The Undertaker lottarono a WrestleMania IX, e Gonzales mise KO Undertaker addormentandolo con del cloroformio. Il feud si intensificò quando Wippleman, Gonzales e Mr. Hughes attaccarono Undertaker e il suo manager, Paul Bearer. Rubarono l'urna al becchino, la presunta fonte del suo potere, e la usarono per colpire Paul Bearer. Il feud giunse alla sua risoluzione a SummerSlam in un Rest In Peace Match.
Il six-man match a SummerSlam avrebbe in origine dovuto essere un incontro di coppia misto tra la squadra di Tatanka e Sherri Martel contro quella di Bam Bam Bigelow e Luna Vachon. Sherri però lasciò la WWF nel luglio 1993, costringendo la WWF a modificare il match. Come risultato, Tatanka fece coppia con i The Smoking Gunns e Bigelow con gli Headshrinkers. Gunns e Headshrinkers erano già coppie rivali ma non avevano una vera e propria storyline che li coinvolgeva. Bigelow e Tatanka erano invece nel pieno di un feud, dato che Bigelow aveva attaccato Tatanka e gli aveva tagliato l'acconciatura da indiano.
Secondo Bret Hart, a SummerSlam egli avrebbe dovuto originariamente combattere con Hulk Hogan per il WWF Championship. Tuttavia, il match non ebbe luogo perché Hogan cambiò idea, non essendo soddisfatto del risultato predeterminato dai vertici della federazione (non gli piaceva l'idea di perdere contro un wrestler face). Quindi, Hogan venne costretto a cedere la cintura di campione a Yokozuna a King of the Ring 1993, il pay-per-view precedente.
La rivalità tra Lex Luger e Yokozuna ebbe inizio il 4 luglio durante la Bodyslam Challenge sulla portaerei USS Intrepid. Dopo che diversi wrestler avevano fallito nel tentativo di sollevare e schiacciare al tappeto Yokozuna, Luger arrivò in elicottero. Egli riuscì nell'impresa di alzare Yokozuna, e questo affronto portò al match per il titolo a SummerSlam. Il portavoce di Yokozuna, Jim Cornette, accettò il match, ma pose due condizioni vincolanti per lo svolgimento dell'incontro: se Luger avesse perso non ci sarebbe stato nessun rematch, ed egli avrebbe dovuto indossare una protezione sopra la placca d'acciaio che aveva nell'avambraccio.

## Evento
Prima della messa in onda dell'evento, Owen Hart sconfisse il jobber Barry Horowitz in un dark match.
Il primo incontro ad essere trasmesso vide Razor Ramon affrontare Ted DiBiase. DiBiase si prese un piccolo vantaggio quando attaccò alle spalle Ramon prima che il match potesse avere inizio. Ramon prese il controllo del match colpendo l'avversari con varie clothesline. DiBiase riprese il controllo della contesa prima di venire spedito all'angolo. Ramon vinse il match dopo aver schienato il rivale in seguito alla Razor's Edge". 
Gli Steiner Brothers mantengono i titoli di coppia sconfiggendo gli Heavenly Bodies dopo che Scott Steiner schiena Tom Prichard grazie alla sua mossa finale, la Frankensteiner. 
Il terzo match è tra i più attesi ed è valevole per il titolo intercontinentale: Shawn Michaels batte per count-out Mr.Perfect, in un buon incontro tecnico, grazie alla sua guardia del corpo, Diesel, il quale gli trascina il suo avversario fuori dal ring dopo che questi esegue su HBK una perfect plex. 
I.R.S. batte The 1-2-3 Kid con una write-off. Quest'ultimo subisce così la sua prima sconfitta in WWF dopo un esordio scoppiettante, superando lottatori del calibro di Razor Ramon e Ted Dibiase. 
È il turno di Bret Hart, che deve disputare due incontri, in quanto il suo avversario diretto, Jerry Lawler, presenta una protesi al braccio, per rivelare un infortunio che si scoprirà essere falso. The King viene sostituito da Doink, che viene liquidato da Hart in pochi minuti, via Sharpshooter, poi subisce lui stesso la mossa finale del canadese, dopo che la dirigenza lo obbliga a combattere, avendo scoperto in questi il falso infortunio. Hart vince ma l'arbitro gli revoca la vittoria dopo aver continuato a trattenere Lawler nella sua presa finale. 
Esordisce in WWF attraverso questo ppv il finlandese Ludwig Borga, che batte Marty Janetty via torture rack. 
Undertaker archivia la faida con Giant Gonzalez vincendolo in un Rest In Peace Match. La vittoria arriva dopo che il becchino esegue una flyng clothesline dalla terza corda sull'avversario. 
Il penultimo match è il six tag team match, tra Tatanka e gli Smoking Gunns da una parte e Bam Bam Bigelow con gli Headshrinkers dall'altra. Incontro molto movimentato, vincono i face dopo che Tatanka schiena Fatu via roll-up. 
Lex Luger non riesce ad aggiudicarsi il titolo WWF detenuto da Yokozuna, in quanto riesce a batterlo solo per count-out dopo aver colpito il campione WWF con il suo bionic elbow, scagliandolo fuori dal ring.

## Risultati
| #          | Risultati | Stipulazioni                                           | Durata |
| ---------- | --- | ------------------------------------------------------ | ------ |
| Dark match | Owen Hart ha sconfitto Barry Horowitz | Single match                                           | 08:32  |
| 1          | Razor Ramon ha sconfitto Ted DiBiase | Single match                                           | 07:32  |
| 2          | The Steiner Brothers (Rick Steiner e Scott Steiner) (c) hanno sconfitto The Heavenly Bodies (Tom Prichard e Jimmy Del Ray) (con Jim Cornette) | Tag team match per il WWF World Tag Team Championship  | 09:28  |
| 3          | Shawn Michaels (c) (con Diesel) ha sconfitto Mr. Perfect per countout                                                                         | Single match per il WWF Intercontinental Championship  | 11:20  |
| 4          | Irwin R. Schyster ha sconfitto The 1-2-3 Kid                                                                                                  | Single match                                           | 05:44  |
| 5          | Bret Hart ha sconfitto Doink the Clown (con Jerry Lawler) per squalifica                                                                      | Single match                                           | 09:05  |
| 6          | Jerry Lawler ha sconfitto Bret Hart per squalifica                                                                                            | Single match                                           | 06:32  |
| 7          | Ludvig Borga ha sconfitto Marty Jannetty | Single match                                           | 05:15  |
| 8          | The Undertaker (con Paul Bearer) ha sconfitto Giant González (con Harvey Wippleman)                                                           | Rest in Peace match                                    | 08:04  |
| 9          | Tatanka e The Smoking Gunns (Bart e Billy Gunn) hanno sconfitto Bam Bam Bigelow e The Headshrinkers (Fatu e Samu) (con Afa e Luna Vachon)     | Six-man tag team match                                 | 11:15  |
| 10         | Lex Luger ha sconfitto Yokozuna (c) (con Mr. Fuji e Jim Cornette) per count out                                                               | Single match per il WWF World Heavyweight Championship | 17:58  |

## Conseguenze
Yokozuna continuò la faida con Lex Luger in un match 4 vs. 4 alle Survivor Series. 
Dopo la faida con Giant Gonzalez, Undertaker puntò al titolo WWF detenuto da Yokozuna.
Bret Hart continuò la faida con Jerry Lawler, culminata in un match ad eliminazione alle Survivor Series, 4 vs. 4, dove ad affiancare il canadese vi furono i fratelli Owen, Keith e Bruce Hart.
Razor Ramon continuò la faida con l'altro componente dei Money Inc. I.R.S. e nel frattempo divenne pure campione intercontinentale dopo aver disputato una Battle Royal a due vincitori, che si sarebbero affrontati poi in un incontro risolutivo. Razor batté Rick Martel e vinse il titolo, reso vacante dopo che la federazione squalificò Shawn Michaels, trovato positivo ad un controllo antidoping.
Mr. Perfect intraprese una faida con Diesel, dopo che questi gli fece perdere l'incontro per il titolo intercontinentale per count-out.
Ted DiBiase lasciò la federazione per andare a lottare gli ultimi mesi di carriera in Giappone. Tornò dopo WrestleMania X come manager.
Ludwig Borga affrontò e vinse Tatanka con l'aiuto di Mr. Fuji, mettendo così fine all' imbattibilità del nativo americano che durava da oltre un anno e mezzo, periodo in cui arrivò in WWF.
Gli Steiner Brothers persero i titoli di coppia contro i Quebecers, in un match stipulato con i regolamenti canadesi, dove anche le squalifiche convalidavano i cambi delle cinture. 
Doink diventò face e aprì una faida con Bam Bam Bigelow che si protrasse fino a WrestleMania X.